# Stromness (Escocia)
Stromness (escocés: Strumnis gaélico escocés: Stromness norn: Stromnes) es la segunda villa más grande de las Órcadas, después de Kirkwall. Está situada en el suroeste de Mainland, la isla más grande del archipiélago escocés. Stromness como puerto marítimo tiene líneas de transbordadores que lo enlazan a las islas Órcadas de Graemsay y Hoy con Scrabster en la costa norte de tierra firme escocesa. La carretera A965 enlaza Stromness al este con Kirkwall, la capital regional. La A967 llega hasta el pueblo de Twatt, al norte.
La parroquia de Stromness limita al norte con Sandwick, al este con Stenness y al noroeste con Loch Stenness.

## Etimología
El nombre de Stromness viene del noruego antiguo: Straumrnes. Straumr se refiere a las fuertes mareas que atraviesan el Point de Ness a través del ‹Hoy Sound› al sur del pueblo. Nes significa «promontorio». Stromness por lo tanto significa «promontorio que sobresale al arroyo en la marea». En la época vikinga, el fondeadero donde hoy se encuentra Stromness se llamaba Hamnavoe, que significa «pacífico o puerto seguro».

## Población
En el censo de 2001, Stromness tenía una población de 1609 habitantes. 86,69 % de la villa fueron nacidos en Escocia, menos que el medio nacional de 87,15 %. La minoría más grande es inglés (10,38 % mientras el medio nacional es 8,08 %). La población galesa en Stromness supera ligeramente la media de Escocia (0,37 % a 0,33 %) y las poblaciones no británicas son más pequeñas que los medios en Escocia. Los hablantes del idioma gaélico escocés constituyen un 0.75 % de la población (medio nacional de 1.16%).

## Galería

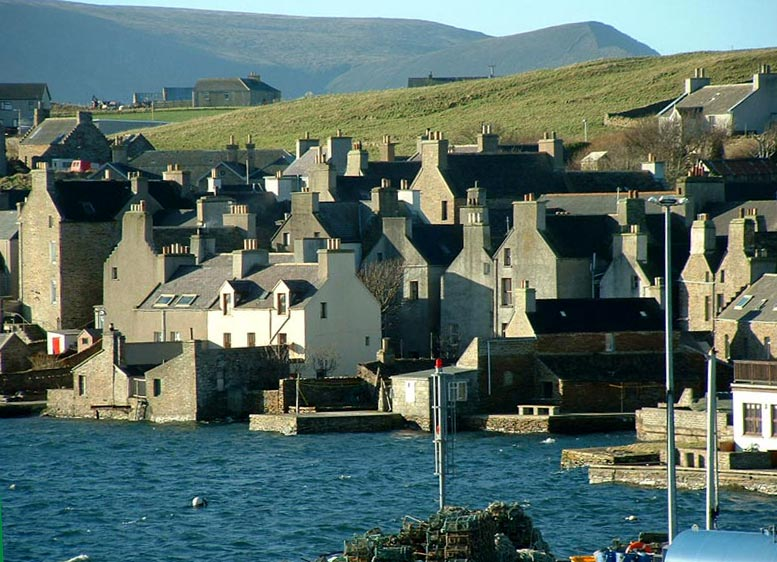
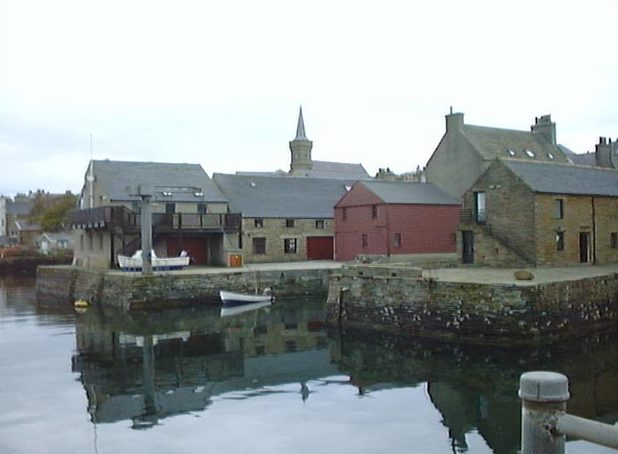
Muelle de Stromness
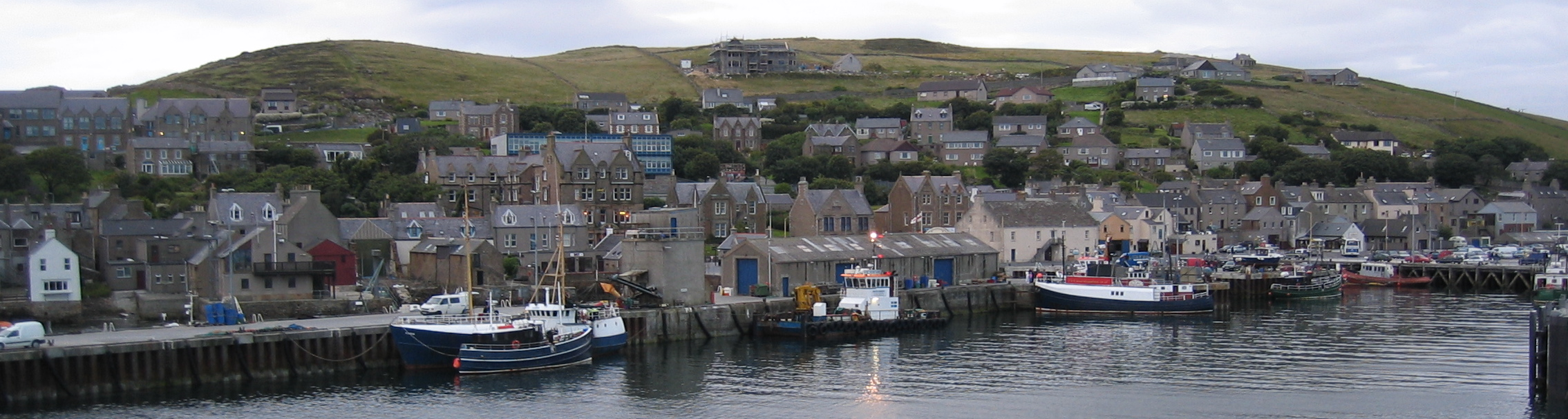
Puerto de Stromness